# Persone di nome Siegfried
| Questa pagina contiene informazioni ricavate automaticamente dalle voci biografiche con l'ausilio del template Bio e di un bot. L'aggiornamento è periodico e automatico e ricostruisce completamente la pagina. Se manca una persona in questa lista, sei pregato di non aggiungerla, ma accertati piuttosto che la sua voce biografica contenga il template Bio e che i dati anagrafici siano correttamente compilati. Se il template Bio manca, inseriscilo tu stesso o, in alternativa, metti l'avviso {{tmp\|Bio}} che ne segnala la mancanza. Se i dati riportati sono sbagliati, correggi direttamente la voce biografica; le modifiche saranno visibili in questa lista entro pochi giorni. Per chiarimenti vedi il progetto antroponimi. La lista contiene solo le 82 persone che sono citate nell'enciclopedia e per le quali è stato implementato correttamente il template Bio. Pagina aggiornata al 7 mar 2025. |

Questa è una lista di persone presenti nell'enciclopedia che hanno il nome Siegfried, suddivise per attività principale.

## Ambasciatori(1)
- Siegfried Kasche, ambasciatore tedesco (Strausberg, n. 1903 - Zagabria, † 1947)

## Ammiragli(1)
- Siegfried Popper, ammiraglio e ingegnere austro-ungarico (Praga, n. 1848 - Praga, † 1933)

## Arbitri di calcio(1)
- Siegfried Kirschen, arbitro di calcio tedesco (Chemnitz, n. 1943 - Bad Saarow, † 2024)

## Attori(7)
- Siegfried Arno, attore tedesco (Amburgo, n. 1895 - Woodland Hills, † 1975)
- Siegfried Breuer, attore, sceneggiatore e regista austriaco (Vienna, n. 1906 - Gottinga, † 1954)
- Siegfried Lowitz, attore tedesco (Berlino, n. 1914 - Monaco di Baviera, † 1999)
- Siegfried Rauch, attore tedesco (Landsberg am Lech, n. 1932 - Obersöchering, † 2018)
- Sig Ruman, attore tedesco (Amburgo, n. 1884 - Julian, † 1967)
- Siegfried Schürenberg, attore tedesco (Detmold, n. 1900 - Berlino, † 1993)
- Siegfried Wischnewski, attore tedesco (Saboworen, n. 1922 - Königswinter, † 1989)

## Attori teatrali(1)
- Siegfried Gotthelf Eckardt, attore teatrale, direttore teatrale e regista tedesco (Berlino, n. 1754 - Alland, † 1831)

## Aviatori(2)
- Siegfried Freytag, aviatore tedesco (Danzica, n. 1919 - Puyloubier, † 2003)
- Siegfried Schnell, aviatore tedesco (Zielenzig, n. 1916 - Narva, † 1944)

## Biologi(1)
- Siegfried Scherer, biologo tedesco (Oberndorf am Neckar, n. 1955)

## Calciatori(10)
- Siegfried Großmann, calciatore austriaco (Vienna, n. 1881 - † 1959)
- Siegfried Joksch, calciatore austriaco (Vienna, n. 1917 - Vienna, † 2006)
- Siegfried Kaiser, calciatore tedesco orientale (n. 1926 - † 2019)
- Siegfried Meier, calciatore tedesco orientale (n. 1924 - † 1975)
- Siegfried Rasswalder, ex calciatore austriaco (n. 1987)
- Siegfried Reich, ex calciatore tedesco (Fallersleben, n. 1959)
- Sigi Schmid, calciatore e allenatore di calcio tedesco (Tubinga, n. 1953 - Los Angeles, † 2018)
- Siegfried Stritzl, calciatore jugoslavo (n. 1944 - Gainesville, † 2022)
- Siegfried Woitzat, calciatore tedesco orientale (Gotha, n. 1933 - † 2008)
- Siegfried Wolf, calciatore tedesco orientale (Bernsbach, n. 1926 - † 2017)

## Canottieri(1)
- Siegfried Brietzke, ex canottiere tedesco (Rostock, n. 1952)

## Cestisti(2)
- Siegfried Danzke, ex cestista tedesco (n. 1938)
- Siegfried Reischieß, cestista tedesco (Neman, n. 1909 - Monaco di Baviera, † 1982)

## Compositori(3)
- Siegfried Alkan, compositore tedesco (Dillingen/Saar, n. 1858 - Magonza, † 1941)
- Siegfried Matthus, compositore e direttore d'orchestra tedesco (Mallenuppen, n. 1934 - Stolzenhagen, † 2021)
- Siegfried Wagner, compositore e direttore d'orchestra tedesco (Triebschen, n. 1869 - Bayreuth, † 1930)

## Diplomatici(1)
- Siegfried von Clary und Aldringen, diplomatico e nobile austriaco (Teplitz, n. 1848 - Teplitz, † 1929)

## Direttori d'orchestra(2)
- Siegfried Landau, direttore d'orchestra e compositore tedesco (Berlino, n. 1921 - New York, † 2007)
- Herbert Menges, direttore d'orchestra e compositore britannico (Hove, n. 1902 - Londra, † 1972)

## Filosofi(1)
- Siegfried Marck, filosofo e politico tedesco (Breslavia, n. 1889 - Chicago, † 1957)

## Fisici(1)
- Fred Singer, fisico austriaco (Vienna, n. 1924 - Rockville, † 2020)

## Generali(2)
- Siegfried Hänicke, generale tedesco (Konstanz, n. 1878 - Mühlberg/Elbe, † 1946)
- Siegfried Rasp, generale tedesco (Monaco di Baviera, n. 1898 - Murnau am Staffelsee, † 1968)

## Ginnasti(1)
- Siegfried Fülle, ex ginnasta tedesco (n. 1939)

## Giornalisti(1)
- Siegfried Bracke, giornalista e politico belga (Gand, n. 1953)

## Giuristi(1)
- Siegfried Gumbel, giurista tedesco (Heilbronn, n. 1874 - Dachau, † 1942)

## Illusionisti(1)
- Siegfried & Roy, illusionista statunitense (Rosenheim, n. 1939 - Las Vegas, † 2021)

## Ingegneri(2)
- Siegfried Marcus, ingegnere e inventore tedesco (Malchin, n. 1831 - Vienna, † 1898)
- Siegfried Selberherr, ingegnere austriaco (Klosterneuburg, n. 1955)

## Magistrati(1)
- Siegfried Buback, magistrato tedesco (Wilsdruff, n. 1920 - Karlsruhe, † 1977)

## Matematici(1)
- Siegfried Heinrich Aronhold, matematico tedesco (Angerburg, n. 1819 - Berlino, † 1884)

## Medici(1)
- Siegfried Handloser, medico e militare tedesco (Costanza, n. 1885 - Monaco di Baviera, † 1954)

## Mercanti d'arte(1)
- Samuel Bing, mercante d'arte e critico d'arte tedesco (Amburgo, n. 1838 - Vaucresson, † 1905)

## Mezzofondisti(1)
- Wim Esajas, mezzofondista surinamese (n. 1935 - Paramaribo, † 2005)

## Militari(3)
- Siegfried Graetschus, militare tedesco (Sovetsk, n. 1916 - Campo di sterminio di Sobibór, † 1943)
- Siegfried Knappe, ufficiale tedesco (Brunsbüttel, n. 1917 - Cincinnati, † 2008)
- Siegfried Müller, militare e mercenario tedesco (Krosno Odrzańskie, n. 1920 - Boksburg, † 1983)

## Multiplisti(1)
- Siegfried Wentz, ex multiplista tedesco (n. 1960)

## Neurologi(1)
- Siegfried Kalischer, neurologo tedesco (Thorn, n. 1862 - Copenaghen, † 1954)

## Pallamanisti(2)
- Siegfried Powolny, pallamanista austriaco (Linz, n. 1915 - Kabarovtsy, † 1944)
- Siegfried Purner, pallamanista austriaco (Innsbruck, n. 1915 - Kozaki, † 1944)

## Pallanuotisti(1)
- Siegfried Ballerstedt, ex pallanuotista tedesco orientale (Aschersleben, n. 1937)

## Piloti automobilistici(2)
- Siegfried Müller Jr., ex pilota automobilistico tedesco (Mülheim an der Ruhr, n. 1956)
- Siegfried Stohr, ex pilota automobilistico italiano (Rimini, n. 1952)

## Piloti motociclistici(1)
- Siegfried Schauzu, pilota motociclistico tedesco (Siegen, n. 1939)

## Pistard(1)
- Siegfried Köhler, ex pistard tedesco (Forst, n. 1935)

## Pittori(2)
- Siegfried Anzinger, pittore austriaco (Weyer, n. 1953)
- Siegfried Bendixen, pittore e litografo tedesco (Kiel, n. 1786 - Londra, † 1864)

## Poeti(1)
- Siegfried Sassoon, poeta e militare inglese (Matfield, n. 1886 - Heytesbury, † 1967)

## Politici(4)
- Siegfried Aufhäuser, politico e sindacalista tedesco (Augusta, n. 1884 - Berlino, † 1969)
- Siegfried Brugger, politico italiano (Trento, n. 1953)
- Siegfried Mureșan, politico e economista rumeno (Hunedoara, n. 1981)
- Siegfried von Kardorff, politico tedesco (Berlino, n. 1873 - Berlino, † 1945)

## Registi(1)
- Siegfried Philippi, regista e sceneggiatore tedesco (Lubecca, n. 1877 - Berlino, † 1936)

## Saggisti(1)
- Siegfried Kracauer, saggista e filosofo tedesco (Francoforte sul Meno, n. 1889 - New York, † 1966)

## Schermidori(2)
- Siegfried Flesch, schermidore austriaco (n. 1872 - † 1939)
- Siegfried Lerdon, schermidore tedesco (Francoforte sul Meno, n. 1905 - Francoforte sul Meno, † 1964)

## Sciatori alpini(3)
- Siegfried Kerschbaumer, ex sciatore alpino italiano (n. 1961)
- Siegfried Stürzenbecher, ex sciatore alpino austriaco
- Siegfried Voglreiter, ex sciatore alpino austriaco (n. 1969)

## Scrittori(2)
- Siegfried Jacobsohn, scrittore e critico teatrale tedesco (Berlino, n. 1881 - Portbou, † 1926)
- Siegfried Lenz, scrittore tedesco (Lyck, n. 1926 - Amburgo, † 2014)

## Tenori(1)
- Siegfried Jerusalem, tenore tedesco (Oberhausen, n. 1940)

## Terroristi(1)
- Siegfried Hausner, terrorista tedesco (Selb, n. 1952 - Stoccarda, † 1975)

## Violinisti(1)
- Siegfried Borries, violinista e docente tedesco (Münster, n. 1912 - Berlino, † 1980)

## Violoncellisti(1)
- Siegfried Palm, violoncellista tedesco (Barmen, n. 1927 - Frechen, † 2005)

## Senza attività specificata(2)
- Siegfried Grabner, ex snowboarder austriaco (Feldkirchen in Kärnten, n. 1975)
- Siegfried Lander von Spanheim († 1424)